# Giraffoidea
Giraffoidea — надродина ссавців, яка включає в себе родини Вилорогові (Antilocapridae), Жирафові (Giraffidae) і Клімакоцератидові (Climacoceratidae). Єдиними видами, що збереглися до сучасності є вилоріг (Antilocapra americana), окапі (Okapia johnstoni) і кілька видів роду Жирафа (Giraffa).

## Класифікація
- Надродина Giraffoidea
  - Родина † Climacoceratidae
    - †Climacoceras
    - †Orangemeryx
    - †Prolibytherium
    - †Propalaeoryx
    - †Nyanzameryx
    - †Sperrgebietomeryx

  - Родина Antilocapridae
    - Antilocapra
    - †Capromeryx
    - †Ceratomeryx
    - †Cosoryx
    - †Hayoceros
    - †Hexameryx
    - †Hexobelomeryx
    - †Ilingoceros
    - †Meryceros
    - †Merycodus
    - †Osbornoceros
    - †Ottoceros
    - †Paracosoryx
    - †Plioceros
    - †Proantilocapra
    - †Ramoceros
    - †Sphenophalos
    - †Stockoceros
    - †Submeryceros
    - †Tetrameryx
    - †Texoceros

  - Родина Giraffidae
    - †Canthumeryx
    - †Georgiomeryx
    - †Shansitherium
    - Підродина Sivatheriinae
      - †Bramatherium
      - †Decennatherium
      - †Helladotherium
      - †Sivatherium

    - Підродина Giraffinae
      - Триба Giraffini
        - †Bohlinia
        - Giraffa
        - †Honanotherium
        - †Mitilanotherium

      - Триба Palaeotragini
        - Підтриба Palaeotragina
          - †Giraffokeryx
          - †Palaeotragus
          - †Samotherium

        - Підтриба Okapiina
          - Okapia